# Leberlymphknoten

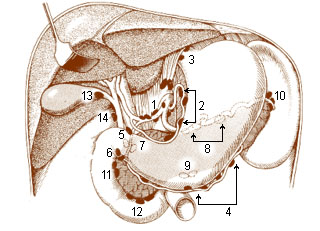
Leberlymphknoten (1) an der Leberpforte (2)

Die Leberlymphknoten (Nodi lymphoidei [Nll.] hepatici) sind eine Gruppe von Lymphknoten, die an der Leberpforte liegen. Sie empfangen Lymphe aus der Leber und aus der Gallenblase sowie aus den Nodi lymphoidei pancreaticoduodenales superiores und damit aus Duodenum und Bauchspeicheldrüse und aus den Nodi lymphoidei gastroomentales dextri und damit aus der großen Krümmung des Magens.
Der Abfluss erfolgt in den Truncus intestinalis und in die Cisterna chyli, zum Teil nach vorheriger Passage durch die Nodi lymphoidei coeliaci.